# Valle d'Itria
La Valle d'Itria è una porzione di territorio della Puglia centrale a cavallo tra la città metropolitana di Bari e le province di Brindisi e di Taranto. Il suo territorio coincide con la parte meridionale dell'altopiano delle Murge: in senso stretto è la depressione carsica che si estende tra gli abitati di Locorotondo, Cisternino e Martina Franca. La principale peculiarità della valle sono i trulli, tipiche ed esclusive abitazioni in pietra a forma di cono, le masserie e il paesaggio rurale in genere caratterizzato dall'elevato uso della pietra locale utilizzata per costruire muri a secco e dal terreno di colore rosso acceso, tipico della Puglia meridionale.
Quest’area viene anche definita la Valle dei Trulli e comprende città come Alberobello, Cisternino, Locorotondo, Martina Franca, Ceglie Messapica e ,in parte, Ostuni.

## Geografia
La Valle d'Itria coincide con la parte meridionale dell'altopiano delle Murge. Nota anche come "Valle dei Trulli", si estende tra la città metropolitana di Bari e le province di Brindisi e Taranto e, nello specifico, nei comuni di Locorotondo, Martina Franca, Cisternino, Ceglie Messapica e Ostuni.
Martina Franca è il comune con la massima altitudine (431 metri slm) oltreché maggiormente popolato della Valle d'Itria; il capoluogo di provincia più vicino e meglio collegato è Taranto, distante non più di 45 chilometri da ogni comune.

## Flora e fauna

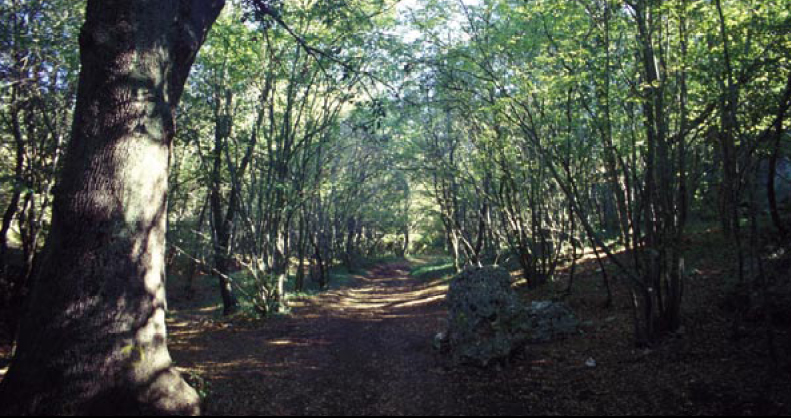
Il bosco delle Pianelle, Martina Franca

La flora si compone di tratti di bosco e di macchia mediterranea, alternati a numerosi vigneti da cui si ricavano vini bianchi tra i quali il Locorotondo DOC e il Martina Franca DOC, e oliveti secolari dai quali si produce olio di oliva extravergine. Si possono osservare aree naturali protette come il Bosco delle Pianelle di Martina Franca e la Selva di Fasano.
La fauna è caratterizzata dalla presenza di, volpi, ricci, pettirossi, occasionalmente falchi e diversi rapaci notturni (civetta, gufo, assiolo e barbagianni). Presenti anche cinghiali, istrici, gatti selvatici, scoiattoli e daini. Numerose le specie di uccelli migratori di passaggio quali le cicogne bianche, le gru, i germani reali, storni e tordi,quest'ultimi molto numerosi nel Monte Castel Pagano sulla strada tra Cisternino e Martina Franca.

## Storia

### Le origini
I numerosi siti archeologici tra i quali il sito archeologico di Pezza Petrosa, grotta di Facciasquata, grotta di Montescotano, Maselli, Ibernia piccola, Carperi, monte d'Alessio, monte le Fergole e Figazzano presso Cisternino, Kailia attuale Ceglie Messapica, Specchia Tarantina a Martina Franca attestano la frequentazione umana nel territorio sin dall'età del bronzo e la fondazione di colonie messapiche poi inglobate dalla magnogreca Taranto e infine confluite nel territorio della Regio II Apulia et Calabria dell'Impero Romano che vide un importante porto nell'antica città romana di Egnazia.

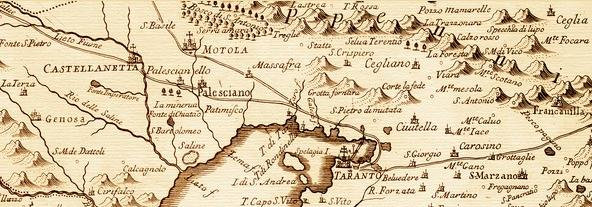
Murgia meridionale

Per la sua indubbia importanza logistica ed economica, la Valle d'Itria fu probabilmente abitata già in epoca Paleolitica (III millennio a.C.). Un altopiano collinare terrazzato, ricco di boschi, pascoli e selvaggina costituiva per i primitivi abitatori una sicura attrattiva. I ritrovamenti archeologici, nelle contrade Grofoleo, Badessa, Monte del Forno ed altre, fanno pensare che la Valle fosse sicuramente abitata già nell'Età del Bronzo finale (fine del II millennio) da comunità iapigie e messapiche.
Nel IV-III secolo a.C. l'influenza di Roma dapprima su Taranto, poi su l'intero territorio, si avvertì forte, per consolidarsi in seguito con la suddivisione dell'agro in centuriazioni e la sua consegna ai soldati, veterani di tante battaglie. Sotto la giurisdizione romana si incrementarono la viticoltura, la cerealicoltura e l'allevamento. Nel periodo imperiale, diventate Brindisi ed Egnazia rilevanti porti commerciali a discapito di Taranto, e con la realizzazione dell'Appia e della Minucia-Traiana che la escludevano dalle più notevoli vie di comunicazione, l'importanza sociale ed economica della Valle d'Itria si affievolì inesorabilmente.

### Il Medioevo
Lungo le gravine sono presenti vari insediamenti rupestri di origine alto medievale (V-X secolo), quando la regione visse un periodo di guerra ed incertezza politica ed economica e fu ripetutamente attaccata da popolazioni straniere (prima i Goti, poi i Longobardi e i Saraceni).
Il periodo è politicamente complesso: il regno longobardo, con capitale a Benevento, fronteggia l'impero bizantino, mentre Bari è un emirato arabo a partire dall'883 d.C.
Tradizionalmente, alle scorrerie dei Goti viene attribuito l'abbandono di Egnazia e la sua ultimissima fase di vita si protrae fino al X-XV secolo, epoca a cui risalgono gli ultimi rinvenimenti di ceramiche. Successivamente, alcune famiglie nei secoli successivi sporadicamente si insediano nelle tombe a camera, riadattate ed ampliate per lo scopo. Il fenomeno verrà poi arginato dalla concentrazione degli abitanti verso Monopoli. L'abbandono di Egnazia fu lento e progressivo, e la città sarà poi usata esclusivamente come cava di materiale edilizio di reimpiego per le costruzioni nella suddetta Città . Nei pressi di Ceglie Messapica, Ostuni e Villa Castelli sono presenti resti del Limes Bizantino (detto Paretone dei greci) ed una serie di specchie, luoghi d'avvistamento e piazzeforti atte alla difesa del territorio.
Un periodo di torpore, quindi, durò fino al V secolo d.C., quando, sospinti ed impauriti dalle orde barbariche (Goti) che invadevano l'anfiteatro tarantino e il litorale adriatico, modesti gruppi di Bizantini, sfuggiti ai massacri, alle scorrerie ed alle epidemie, vennero a rifugiarsi sulla impervia, ma sicura Murgia. Forse fu allora che i profughi, costretti ad adattarsi ad una nuova vita, non cittadina, ma agreste, svilupparono lentamente una nuova realtà economica, creando i primissimi nuclei di comunità agrarie che con pochi mezzi, tanta tenacia e tantissimo lavoro, crearono le premesse per la costituzione di una civiltà contadina tipica della Murgia.
Con la dominazione longobarda (VI-VII secolo) si consolidarono i primitivi nuclei agrari; in questo sistema organizzativo, invero abbastanza chiuso, intorno all'VIII-IX secolo s'innestò la ventata culturale innovativa del Monachesimo Basiliano. Quest'ultimo apportò allo statico consorzio della Valle d'Itria un certo rinnovamento culturale e religioso con nuove tecniche agrarie. La ventata innovativa orientale migliorò il modus vivendi della popolazione murgiana incentivandone soprattutto l'agricoltura e la pastorizia con la creazione delle prime masserie (dal tardo latino, massa: insieme di fondi, terreni), e da ciò trassero giovamento anche gli scambi economici e i rapporti di comunicazione. Seguirono alterne vicissitudini belliche sulle coste, con invasioni saracene e controffensive longobarde e bizantine: di questo periodo sono le distruzioni di Brindisi (838), Bari (847) ed infine di Taranto (928), che costrinsero nutriti gruppi di popolazioni rivierasche a rifugiarsi sulla boscosa Murgia. Con questi apporti demografici si rivitalizzarono i nuclei abitati più antichi e se ne crearono di nuovi, da cui sarebbero sorti, nei secoli successivi, i primi Casali.

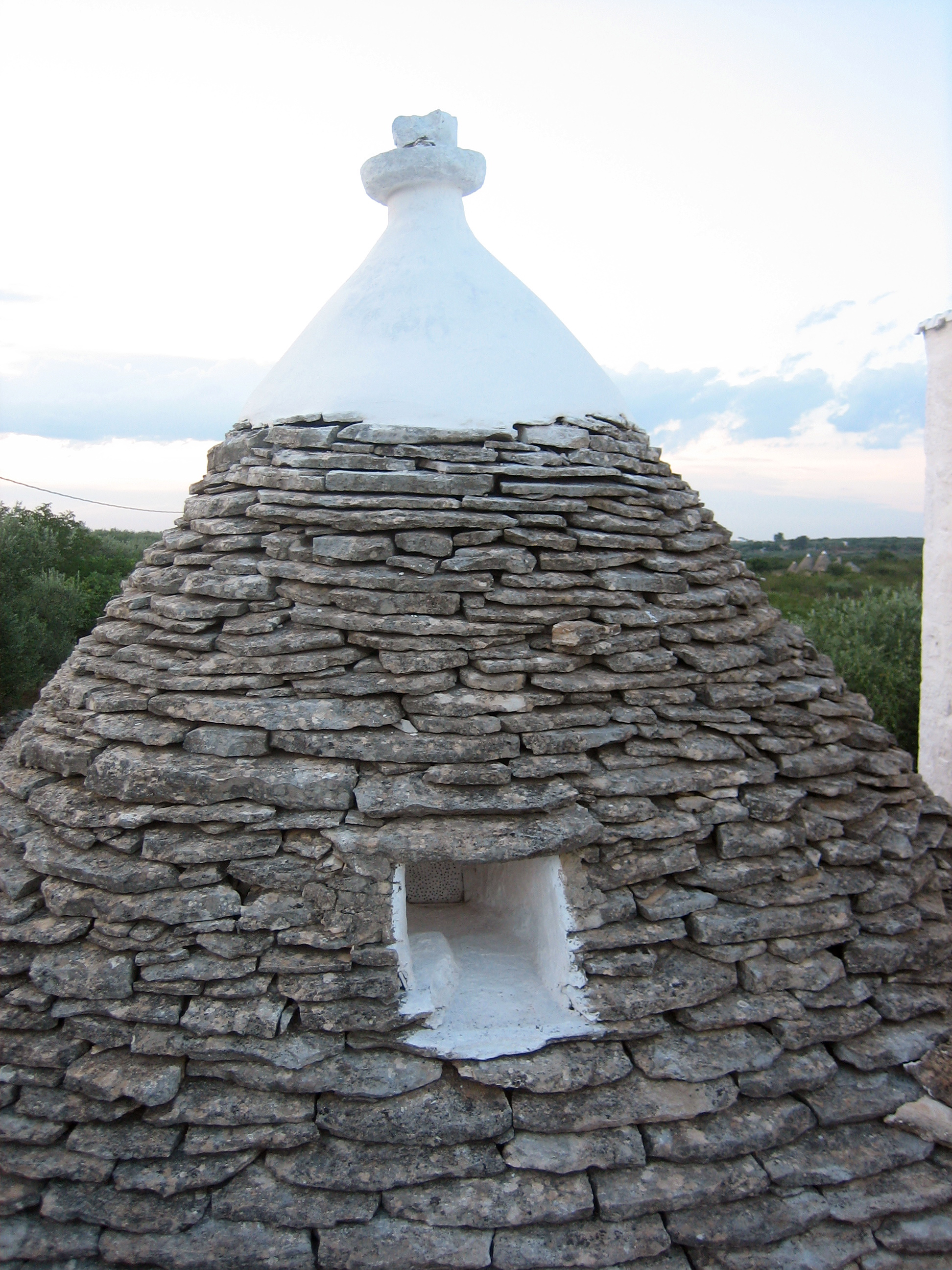
Tetto a forma di cono di un trullo

Intorno al XIV secolo Martina Franca fu eletta comune su ordine del Principe di Taranto Filippo I d'Angiò, attingendo dai territori di Taranto, di Ostuni e Monopoli. Sulle rovine del medioevale luogo di culto di Maria Odigitria (venerata ora col nome Madonna della Madia) sito in territorio dell'università di Monopoli, nel 1545 è stato costruito il Convento dei Cappuccini. Martina insieme a Villa Castelli furono proprietà della famiglia Orsini dal Balzo.
Ogni casale nel corso dei secoli ha avuto una storia propria, diversa da quella dei casali vicini. Innegabili sono state, però, le influenze del Principato di Taranto e del mondo ecclesiastico e feudale ben evidenti nei castelli, nelle grandi chiese, nel Palazzo Ducale di Martina Franca.

### Età Moderna
Da un punto di vista amministrativo, i comuni della Valle d'Itria vennero inglobati nella Terra di Bari (Alberobello, Locorotondo, Cisternino) e nella Terra d'Otranto (Martina Franca, Ostuni e Ceglie Messapica).
L'economia si è fondata a lungo sulla pastorizia e sull'agricoltura ruotando intorno a piccoli castelli, le masserie fortificate e a villaggi lungo le vie della transumanza, importante per l'allevamento e le attività commerciali con lo spostamento di greggi dall'Abruzzo al Salento attraverso le Murge. Il fenomeno avveniva in autunno lungo antiche vie di comunicazione dette tratturi e carrari in occasione delle quali si organizzavano nei comuni di passaggio fiere di forte fermento economico.
Nel XIX secolo la valle d'Itria fu terra di brigantaggio pre e post unitario. Il 12 gennaio 1818 nel territorio di Li Castelli il prete brigante Ciro Annicchiarico fondatore della "setta dei decisi" e promotore della "repubblica salentina", primo anello rivoluzionario della "repubblica europea", disarmò i fucilieri reali che si recavano ad Ostuni.
Nel Bosco delle Pianelle a Martina Franca trovò rifugio il celebre brigante Carmine Crocco evaso da Brindisi. Mente tra Ostuni, Ceglie Messapica e Cisternino veniva costituita durante il Risorgimento una vendita carbonara, ad opera di Domenico Termetrio di Cisternino, e una sezione della Giovine Italia. Durante questi moti Ostuni fu la prima città della Puglia a innalzare il tricolore.
La Valle d'Itria è stata sede di un campo di concentramento, la casa rossa, per slavi ed ebrei provenienti dal nord Italia e dall’Est Europa, reclusi ad Alberobello a causa delle leggi razziali fasciste.
La detenzione e le attività del campo di concentramento proseguirono, nei confronti delle donne slave, durante i primi anni dei governi democristiani.

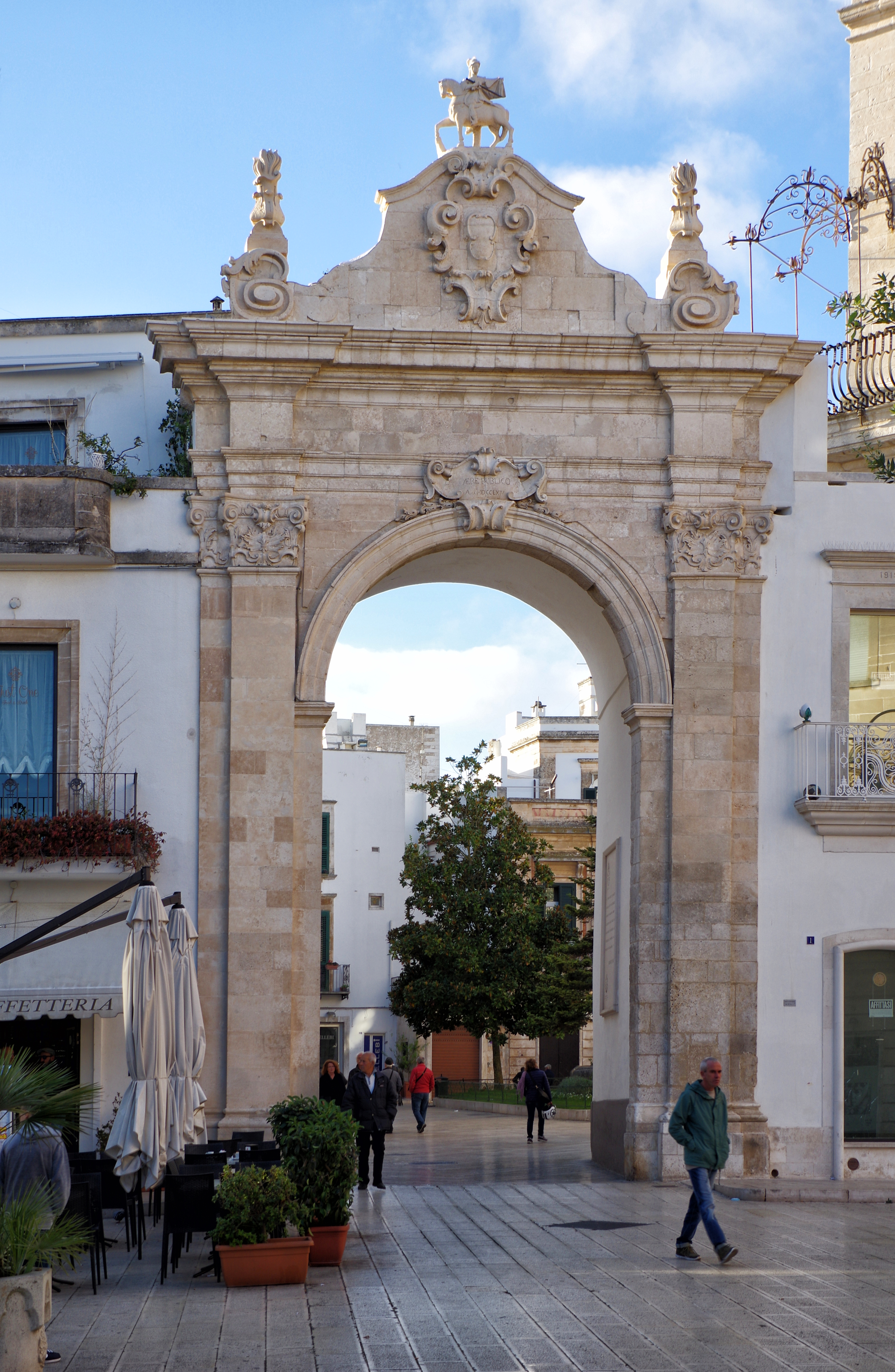
Entrata del centro storico di Martina Franca (TA), arco di Santo Stefano

## Turismo

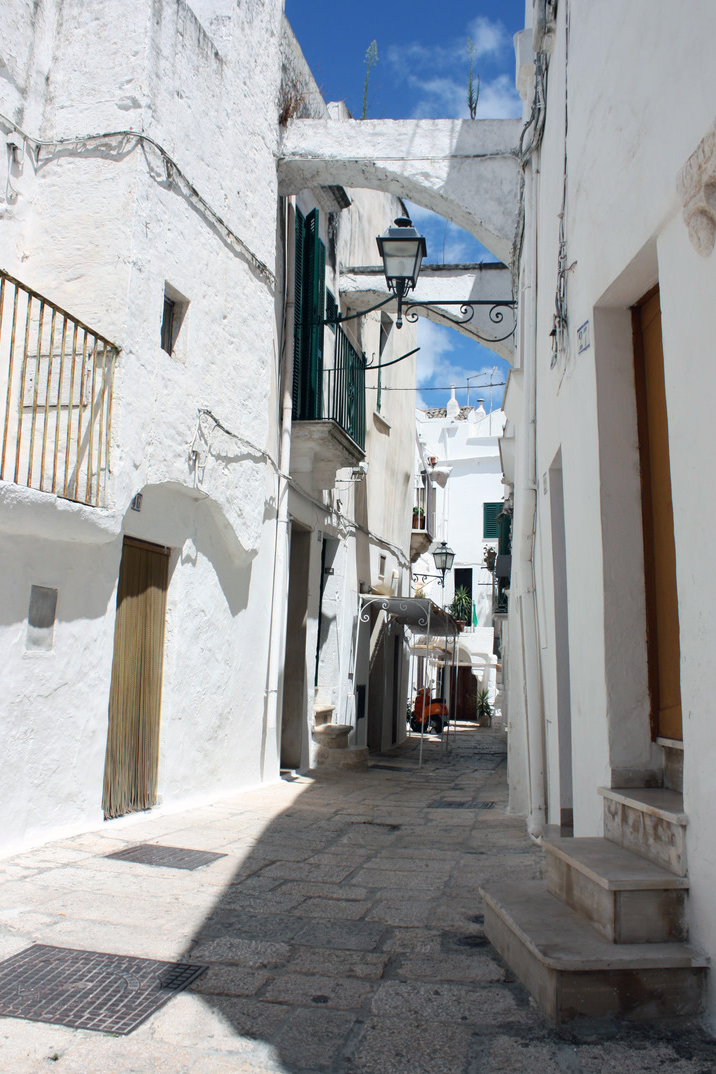
Scorcio del centro storico di Cisternino (BR).

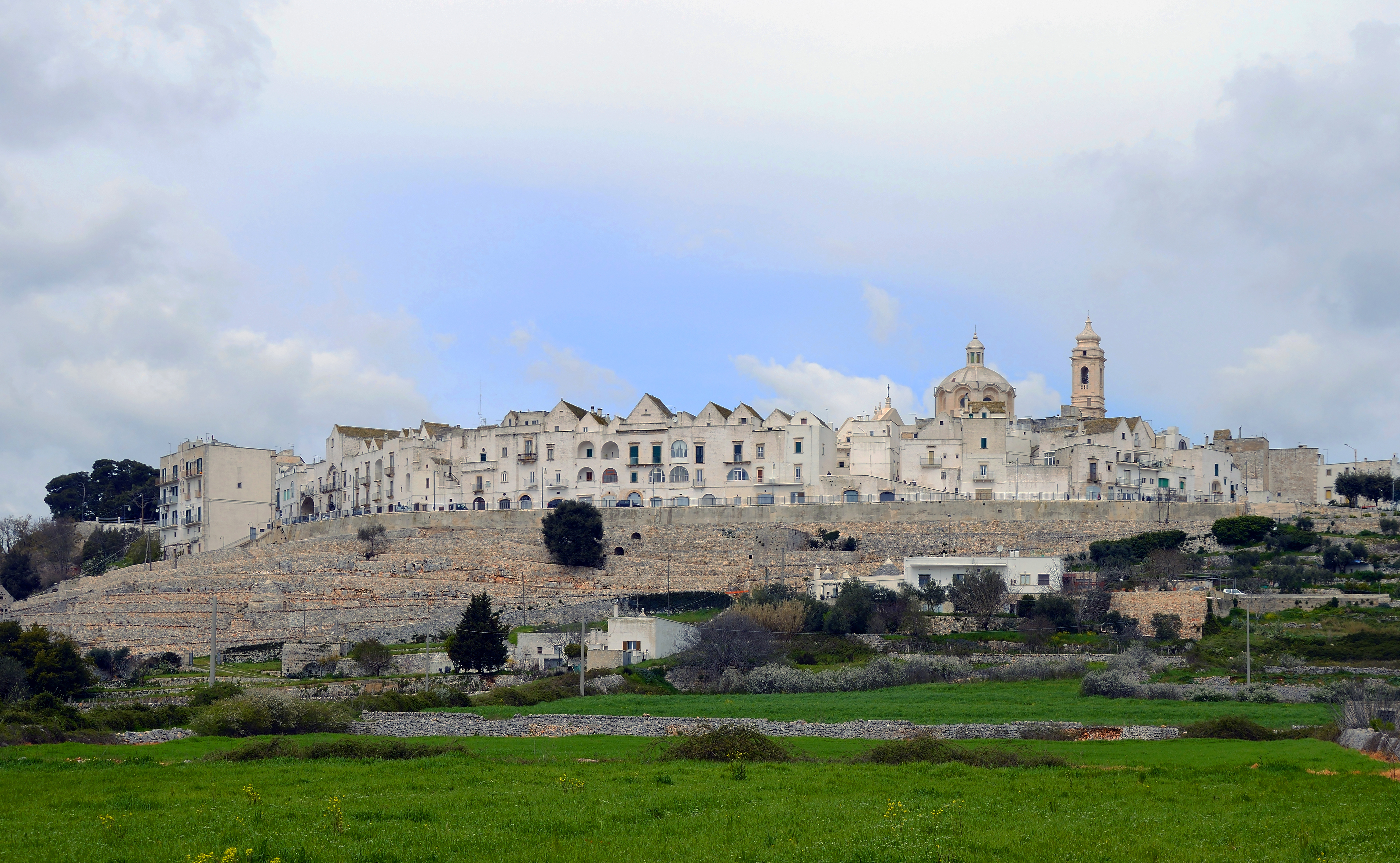
Veduta di Locorotondo (BA) con le caratteristiche case chiamate "cummerse".

Attualmente la Valle d'Itria è una zona di grande interesse turistico. I centri storici dei comuni sono caratterizzati da vicoli e stradine ingarbugliate e pavimentate con le tipiche chianche, dalle case imbiancate a calce e dai caratteristici balconi fioriti, dalle chiese e dai monumenti di varie epoche. Unico nel suo genere, il centro storico di Martina Franca in cui gli elementi tipici dei centri storici itriani si mischiano al Barocco creando un contesto intriso di importanti monumenti come la Basilica di San Martino, la cui collegiata è un esempio di pregio. Il  centro storico di Cisternino è inserito tra i 100 borghi più belli d'Italia. Il centro storico di Locorotondo, è caratterizzato dalle caratteristiche case con il tetto a spiovente coperto con le chiancarelle chiamate cummerse, più diffuse in questo comune rispetto a quelli limitrofi e il "lungomare" ovvero la passeggiata panoramica che si affaccia sulla suggestiva valle.
A questi elementi si aggiungono i caratteristici trulli e le masserie. Merita attenzione anche l'enogastronomia che propone taralli, friselle, olive, focaccia, pettole e panzerotti. Famose e pregiate sono le carni della valle d'Itria tra cui spiccano gli Gnummareddi, il Capocollo di Martina Franca e le Bombette di carne. I vini DOC sono il Martina Franca, l’Ostuni e il Locorotondo. Tra le aree naturali e boschive della zona spicca il bosco delle Pianelle di un’area di circa 1 000 ettari.
Meritano una menzione i luoghi turistici della Valle d'Itria o Murgia dei Trulli caratterizzati da grotte come la Grotta di San Michele in Monte Laureto o la Grotta del Trullo a Putignano, oltre che le Grotte di Castellana.

### Eventi
- Festival della Valle d'Itria (a Martina Franca)
- Festival Internazionale Bande Musicali "Valle d'Itria" (a Cisternino) a cura di Associazione Musicale "Città di Cisternino" APS [12]
- Sherocco Festival, festival di studi di genere e cultura queer (a Ostuni)
- Locus Festival, festival di musica (a Locorotondo)

## Dialetto
Sebbene amministrativamente divisa tra le province di Bari, Taranto e Brindisi, la Valle d'Itria presenta una notevole omogeneità culturale e antropica (diffusione dell'abitato sparso nelle campagne quasi totalmente assente nel resto della Puglia) che si riflette anche nel dialetto. Nonostante piccole differenze tra paese e paese, il dialetto di Martina Franca, Locorotondo, Fasano, Cisternino e Alberobello è riconducibile alla matrice dei dialetti pugliesi settentrionali del sud-est barese. Il cegliese, parlato a Ceglie Messapica, a Villa Castelli e San Michele Salentino e l'ostunese parlato ad Ostuni fanno parte del gruppo di transizione apulo salentina.

## I collegamenti
La Valle d'Itria è interconessa tramite la SS172 dei Trulli che parte dallo svincolo Casamassima della SS100 (Bari-Taranto) e attraversa i territori della Murgia dei trulli e della Valle: Putignano, Alberobello, Locorotondo, Martina Franca e prosegue verso Taranto divenendo una strada a quattro corsie, due per senso di marcia. A Locorotondo si dirama in SS172 dir dove attraversa i territori di Laureto e Fasano per poi collegarsi alla SS16 Adriatica, arteria fondamentale del versante adriatico italiano.
Per raggiungere questi territori attraverso i mezzi pubblici ci sono numerosi collegamenti bus e in treno che raggiungono la valle sino a Martina Franca, corse bus denominate "Trulli Link" in partenza da Bari Centrale sino a Taranto effettuate da Ferrovie del Sud Est del Gruppo FS Italiane, passando l'intera Valle d'Itria e tutti i suoi comuni.